# Giselle Beiguelman
Giselle Beiguelman (São Paulo, Brasil, 1962) es una artista, curadora y académica asociada de la Facultad de Arquitectura y Urbanismo de la Universidad de São Paulo (FAU-USP). Es pionera en el campo del arte digital.

## Biografía
Licenciada en Historia por la FFLCH de la Universidad de São Paulo en 1984, Giselle Beiguelman se doctoró con la tesis A República de Hemingway: Por Quem os Sinos Dobram (La República de Hemingway: por quién doblan las campanas) en 1991 por la misma universidad.
Con una sólida formación en humanidades, ha trabajado con la creación y desarrollo de aplicaciones digitales desde 1994. En la década de 1990, formó parte de los equipos de implementación de los portales web UOL y BOL y realizó investigaciones como becario en la prestigiosa Fundação Vitae, con un proyecto en el área de literatura y nuevos medios.
Como docente, entre 2001 y 2011, trabajó en el posgrado en comunicación y semiótica de la Pontificia Universidad Católica de São Paulo. Desde 2011 es profesora de la carrera de Diseño de la FAUUSP. Al guiar a una nueva generación de críticos y artistas dedicados a la tecnología y la cultura digital, es autora y organizadora de varios libros sobre el tema, como Link-se (2005), El libro después del libro (2003), Nomadismos tecnológicos (con Jorge La Ferla, 2011) y _HTTPpix _HTTPvideo: Creación y crítica en redes de imágenes (2011).
Asimismo, ha organizado festivales de arte digital y arte web, además de ser miembro del comité científico del Simposio Internacional de Artes Electrónicas (ISEA) en las ediciones de París, Nagoya, Dortmund, Albuquerque y Manizales y del jurado del Ars Festival de electrónica en Austria en 2010 y 2011.
En el campo de la producción artística, fue responsable de la curaduría de Arquinterface: la ciudad expandida por redes en la Galería de arte digital Sesi y de la intervención urbana Os #QR-Comms (2015). También organizó la exposición Memória da Amnésia en el Archivo Municipal de São Paulo en 2015., en el que abordó lo que llama “políticas del olvido” a partir de monumentos de São Paulo.
En 2016 realizó las exposiciones individuales Cinema Lascado en el Caixa Cultural de São Paulo y Quanto Pesa um Nuvem? en el Galpão Videobrasil. En 2020 participó en el primer encuentro de Comunicadores de Arquitectura en Iberoamérica (COMA), junto a la arquitecta española Ariadna Cantís, el arquitecto chileno Nicolás Valencia y la editora salvadoreña Ethel Baraona. Dos años más tarde participó en la  37ª edición del Panorama de Arte Brasileño del Museo de Arte Moderno de São Paulo con la obra Meio Monumento.
El trabajo más reciente de Giselle Beiguelman ha sido catalogado como la investigación "de la estética de la memoria en la actualidad, con énfasis en las políticas de olvido y los procesos de actualización del colonialismo a través de las tecnologías digitales".

## Premios
- 1999: Beca Vitae Arts, Fundación Vitae
- 2003: 4° Prêmio Sergio Motta de Arte e Tecnologia. São Paulo, Brasil
- 2003: International Media Art Award – the Top 50, SWR/ZKM. Alemania.
- 2006: Artista homenajeada por su contribución a la cultura de la movilidad, Telemig Arte.Mov. Belo Horizonte, Brasil
- 2012: Rumos Arte Cibernética (Beiguelman& Velázquez), Itaú Cultural. São Paulo
- 2017: Premio ABCA (Asociación Brasileña de Críticos de Arte) en la categoría Destacados.
- 2021: Intelligent Museum Residency. ZKM | Hertz-Lab and the Deutsches Museum, junto a Bruno Moreschi y Bernardo Fontes.

## Libros publicados
- Coronavida: pandemia, ciudad y cultura urbana . Colección Otras palabras, vol.8. São Paulo: Editora da Escola da Cidade, 2020, p. 44. ISBN: 978-65-86368-10-9. [7]
- Memória da amnésia: políticas do esquecimento . São Paulo: Edições Sesc, 2019, p. 248. [4] [8]
- Impulso historiográfico- São Paulo: libro de artista, 2019. [9]
- Cinema Lascado . São Paulo: Frida Produções Culturais, 2016, p. 96.
- Muestra de arte digital de 3M : tecnofagias. San Pablo: Elo 3 Integração, 2012, v.1. pág.152.
- Enlace: arte/medios/política/cibercultura . São Pablo: Peirópolis, 2005, v.1. p.176.
- O Livro depois do Livro . São Pablo: Peirópolis, 2003, v.1. pág.96.
- São Paulo na Linha.. São Paulo:, 2000
- La Guerra Civil Española. São Pablo: Scipione, 1993, v.1. pág.94.
- La República de Hemingway. São Pablo: Perspectiva, 1993, v.1. pág.196.